# Curtmetratges per la igualtat
Curtmetratges per la igualtat és un projecte de materials audiovisuals relacionats amb la discriminació de la dona convocat anualment per CulturArts Generalitat. És una selecció de curtmetratges de temàtiques relacionades amb la discriminació de la dona i la seua lluita per la igualtat efectiva i real que s'edita en un DVD. Aquest certamen es va engegar l'any 2006 i l'any 2016 va celebrar el seu desè aniversari.
Aquest projecte està dissenyat i recolzat per l'Associació per la Coeducació, per dotar al professorat, a les associacions de dones, als ajuntaments i a la societat en general, d'una eina útil a l'hora de les seues campanyes de sensibilització i conscienciació en temes relacionats amb la igualtat de les dones.
Els temes dels quals hi ha recollits curtmetratges, són la conciliació de la vida familiar i laboral; violència de gènere, llenguatge sexista, discriminació social i laboral; autonomia de les dones, solidaritat entre dones, entre altres temes.